# Denmead
Denmead is een civil parish in het bestuurlijke gebied Winchester, in het Engelse graafschap Hampshire met 6736 inwoners.